# Carlos Pedroso
Carlos Alberto Pedroso Curiel (ur. 28 stycznia 1967, zm. 25 grudnia 2024 w Cienfuegos) – kubański szermierz (szpadzista), brązowy medalista olimpijski i czterokrotny medalista mistrzostw świata.
Podczas XXVII Letnich Igrzysk Olimpijskich w Sydney w 2000 roku reprezentacja Kuby w składzie: Carlos Alberto Pedroso Curiel, Iván Trevejo Pérez i Nelson Loyola Torriente wywalczyła brązowy medal w turnieju drużynowym. W rywalizacji indywidualnej zajął 34. miejsce. Były to jego jedyne starty olimpijskie.
Podczas 52. mistrzostw świata w Denver w 1989 roku wspólnie z Wilfredo Loyolą Torriente, Nelsonem Loyolą Torriente, Pedro Merencio i Lázaro Castro Terrym zdobył brązowy medal w zawodach drużynowych. W tej samej konkurencji Iván Trevejo Pérez, Carlos Alberto Pedroso Curiel i Nelson Loyola Torriente zwyciężyli podczas 59. mistrzostw świata w Kapsztadzie w 1997 roku. Podczas rozegranych rok później 60. mistrzostw świata w Chaux-de-Fonds wywalczył indywidualnie brązowy medal, wyprzedzili go tylko Francuz Hugues Obry i reprezentujący Szwecję Péter Vánky. Zdobył również brązowy medal w drużynie podczas 61. mistrzostw świata w Seulu w 1999 roku, startując razem z Ivánem Trevejo Pérezem, Nelsonem Loyolą Torriente i Camilo Borisem Barrientosem.
Ponadto indywidualnie i drużynowo zdobył złote medale podczas X Igrzysk Panamerykańskich w Indianapolis w 1987 roku i XII Igrzysk Panamerykańskich w Mar del Plata w 1995 roku oraz XIII Igrzysk Panamerykańskich w Winnipeg cztery lata później.
Zmarł z powodu poparzeń, których doznał w wyniku wypadku, do którego doszło w jego domu.